# Raymond P. Ahlquist
Raymond P. Ahlquist, född 26 juli 1914 i Missoula, död 15 april 1983 i Augusta, var en svenskamerikansk farmaceut och farmakolog. I ett arbete från 1948 delade han in adrenerga receptorer i α- och β-adrenoceptorsubtyper.

## Biografi
Ahlquists föräldrar hade emigrerat från Sverige till USA. 1940 avlade Ahlquist doktorsexamen i farmakologi vid University of Washington i Seattle.
Ahlquists arbete bidrog till utvecklingen av hjärtmedicin.